# Duitse euromunten
De Duitse euromunten hebben drie verschillende ontwerpen voor de drie series munten. De munten van 1, 2 en 5 cent werden ontworpen door Rolf Lederbogen, het ontwerp voor de munten van 10, 20 en 50 cent is van Reinhart Heinsdorff en de munten van € 1 en € 2 werden ontworpen door Heinz Hoyer en Sneschana Russewa-Hoyer. Alle ontwerpen bevatten de twaalf sterren van de Europese Unie, het jaartal en een letterteken dat aangeeft waar de munt geslagen werd: € 2 bevat het randschrift einigkeit und recht und freiheit in leesbaar of kopstaande versie. De munten worden geslagen bij de Duitse Munt.

## Afbeeldingen
| € 0,01                                                                       | € 0,02 | € 0,05                           |
| ---------------------------------------------------------------------------- | ------ | -------------------------------- |
|                                                                              |        |                                  |
| Een eikenblad zoals dit ook op de voormalige Pfennig-munten werd weergegeven |        |                                  |
| € 0,10                                                                       | € 0,20 | € 0,50                           |
|                                                                              |        |                                  |
| De Brandenburger Tor, een symbool voor de Duitse hereniging                  |        |                                  |
| € 1,00                                                                       | € 2,00 | Rand van € 2 munten              |
|                                                                              |        | EINIGKEIT UND RECHT UND FREIHEIT |
| Het Wapen van Duitsland                                                      |        |                                  |

## Herdenkingsmunten van € 2
Duitsland heeft in de periode van 2006 tot en met 2021 Die 16 Bundesländer der Bundesrepublik Deutschland (De 16 deelstaten van de Bondsrepubliek Duitsland) uitgegeven. In totaal zestien herdenkingsmunten (ieder jaar één) die gezamenlijk alle deelstaten van Duitsland vertegenwoordigen. Elke munt heeft als onderwerp een karakteristiek gebouw uit de betreffende deelstaat als afbeelding op de nationale zijde. Zo heeft de munt van Berlijn Slot Charlottenburg als ontwerp. Het jaar van uitgifte viel voor iedere deelstaat samen met het jaar waarin die deelstaat het presidentschap van de Bondsraad voerde. Door een besluit in 2013 is er een wijziging gekomen in de volgorde van het voorzitterschap van de Bondsraad en hierdoor ging in 2019 het voorzitterschap van de Bondsraad weer naar Sleeswijk-Holstein. Om herhaling (Sleeswijk-Holstein was in 2006 al het thema van de eerste munt uit de serie omdat zij toen ook al het voorzitterschap van de Bondsraad voerde) te voorkomen, is in 2019 een €2 herdenkingsmunt uitgegeven ter gelegenheid van de 70ste verjaardag van de oprichting van de Bondsraad. Deze uitgave is een integraal onderdeel van deze serie, waardoor de serie tot en met 2022 heeft doorgelopen en dus uit zeventien munten bestaat.
Duitsland zal vanaf 2023 tot en met 2038 in aansluiting op de Duitse 'Bundesländer'-serie een vervolgserie hierop, met een ongewijzigd thema, uitgeven. 
- Herdenkingsmunt van 2006: Holstentor in Lübeck (Sleeswijk-Holstein)
- Herdenkingsmunt van 2007: Gemeenschappelijke uitgifte naar aanleiding van de 50ste verjaardag van het Verdrag van Rome
- Herdenkingsmunt van 2007: Kasteel van Schwerin (Mecklenburg-Voor-Pommeren)
- Herdenkingsmunt van 2008: De Sint-Michielskerk in Hamburg (Hamburg)
- Herdenkingsmunt van 2009: Gemeenschappelijke uitgifte naar aanleiding van de 10de verjaardag van de Europese Economische en Monetaire Unie
- Herdenkingsmunt van 2009: De Ludwigskirche in Saarbrücken (Saarland)
- Herdenkingsmunt van 2010: Het stadhuis van Bremen (Bremen)
- Herdenkingsmunt van 2011: De Dom van Keulen (Noordrijn-Westfalen)
- Herdenkingsmunt van 2012: Gemeenschappelijke uitgifte naar aanleiding van de 10de verjaardag van de invoering van de euro
- Herdenkingsmunt van 2012: Slot Neuschwanstein in Hohenschwangau (Beieren)
- Herdenkingsmunt van 2013: Gemeenschappelijke uitgifte met Frankrijk naar aanleiding van 50 jaar Frans-Duits vriendschapsverdrag (Élysée-verdrag)
- Herdenkingsmunt van 2013: De abdij van Maulbronn (Baden-Württemberg)
- Herdenkingsmunt van 2014: De Michaeliskirche in Hildesheim (Nedersaksen)
- Herdenkingsmunt van 2015: 25 jaar Duitse eenheid
- Herdenkingsmunt van 2015: De Paulskirche in Frankfurt am Main (Hessen)
- Herdenkingsmunt van 2015: Gemeenschappelijke uitgifte naar aanleiding van het 30-jarig bestaan van de Europese vlag
- Herdenkingsmunt van 2016: De Zwinger van Dresden (Saksen)
- Herdenkingsmunt van 2017: Porta Nigra in Trier (Rijnland-Palts)
- Herdenkingsmunt van 2018: 100ste geboortedag van Helmut Schmidt
- Herdenkingsmunt van 2018: Slot Charlottenburg (Berlijn)
- Herdenkingsmunt van 2019: 70ste verjaardag van de oprichting van de Bondsraad
- Herdenkingsmunt van 2019: Gemeenschappelijke uitgifte met Frankrijk naar aanleiding van de 30ste verjaardag van de val van de Berlijnse Muur
- Herdenkingsmunt van 2020: Sanssouci in Potsdam (Brandenburg)
- Herdenkingsmunt van 2020: 50ste verjaardag van Willy Brandt's knieval van Warschau
- Herdenkingsmunt van 2021: De dom van Maagdenburg (Saksen-Anhalt)
- Herdenkingsmunt van 2022: Wartburg in Eisenach (Thüringen)
- Herdenkingsmunt van 2022: Gemeenschappelijke uitgifte naar aanleiding van het 35-jarig bestaan van het ERASMUS-programma
- Herdenkingsmunt van 2023: De Elbphilharmonie in Hamburg (Hamburg)
- Herdenkingsmunt van 2023: 1275ste geboortedag van Karel de Grote
- Herdenkingsmunt van 2024: De Königsstuhl in het Nationaal Park Jasmund op het eiland Rügen (Mecklenburg-Voor-Pommeren)
- Herdenkingsmunt van 2024: 175-jarig jubileum van de Grondwet van de Pauluskerk
- Herdenkingsmunt van 2025: De Saarschleife (de meander in de rivier de Saar bij Mettlach), Saarland

## Lettertekens
- A voor Berlijn
- D voor München
- F voor Stuttgart
- G voor Karlsruhe
- J voor Hamburg

## Oplagen
| Jaar | Muntteken     | Oplage                            |
| ---- | ------------- | --------------------------------- |
| 2002 | A (Berlijn)   | (770.000.000) _____ (696.000.000) |
| 2002 | D (München)   | (805.350.000) _____ (722.050.000) |
| 2002 | F (Stuttgart) | (902.660.000) _____ (788.860.000) |
| 2002 | G (Karlsruhe) | (537.100.000) _____ (545.500.000) |
| 2002 | J (Hamburg)   | (833.100.000) _____ (694.150.000) |
| 2002 | A (Berlijn)   | (459.855.000) _____ (378.000.000) |
| 2002 | D (München)   | (436.100.000) _____ (367.100.000) |
| 2002 | F (Stuttgart) | (495.960.000) _____ (423.760.000) |
| 2002 | G (Karlsruhe) | (311.900.000) _____ (252.100.000  |
| 2002 | J (Hamburg)   | (419.274.000) _____ (440.955.000  |
| 2003 | A (Berlijn)   | (100.000.000)                     |
| 2003 | D (München)   | (151.855.000)                     |
| 2003 | F (Stuttgart) | 175.400.000                       |
| 2003 | G (Karlsruhe) | 80.200.000                        |
| 2003 | J (Hamburg)   | 168.681.000                       |
| 2002 | A (Berlijn)   | 475.000.000 _____ 337.600.000     |
| 2002 | D (München)   | 495.700.000 _____ 370.340.000     |
| 2002 | F (Stuttgart) | 563.710.000 _____                 |
| 2002 | G (Karlsruhe) | 328.400.000                       |
| 2002 | J (Hamburg)   | 501.850.000 _____ 375.467.000     |